# Gräsö östra skärgårds naturreservat
Gräsö östra skärgårds naturreservat är ett naturreservat öster om Gräsö i Östhammars kommun i Uppsala län.
Området är naturskyddat sedan 2012 och är 54 785 hektar stort. Reservatet omfattar ett grunt havsområde med tusentals öar, men även öppna fjärdar och utsjöbankar. Reservatet består på öarna av gammalt jordbrukslandskap med strandängar, hamlade träd och betad skog.